# Emeric-Joseph de Breidbach de Burrisheim
Emeric-Joseph de Breidbach de Burrisheim, né à Coblence le 12 novembre 1707 et mort à Mayence le 11 juin 1774, est grand doyen de l'église métropolitaine de Mayence, prince-Électeur et archevêque de Mayence.

## Biographie
Emeric-Joseph de Breidbach vient d'une famille noble de Burrisheim (voir aussi→ Château de Bürresheim). Il est élu canoniquement archevêque le 5 juillet 1763, après la mort de Jean-Frédéric-Charles d'Ostein.
Par son ouverture aux principes des Lumières, il se révèle comme le plus éminent prince-archevêque de Mayence du XVIIIe siècle. S'il se borne sur le plan économique à poursuivre la politique mercantiliste de son prédécesseur (il n'y a guère de grande réforme économique), il se consacre d'autant plus à la réforme de l'éducation. Il s'emploie surtout à circonscrire l'influence des ordres religieux, en particulier celle des Jésuites, qui contrôlent les universités et les lycées. Ses tentatives ne devaient toutefois aboutir qu'avec la dissolution de l'ordre par le pape Clément XIV en 1773.
Pour donner aux lycées et à l'université une autonomie financière, Emeric-Joseph de Breidbach disperse des congrégations devenues fantomatiques, réquisitionne leurs biens et restreint les privilèges des religieux. Cela provoque en 1771 l'opposition du chapitre canonial, qui s'inquiète de la perte de ses propres possessions et de ses privilèges, mais qui doit finalement s'incliner devant l'archevêque. Ces mesures contribuent à introduire dans l'enseignement de nouvelles disciplines plus tournées vers la pratique, notamment les sciences de la nature, qui faisaient des enfants non plus seulement des théoriciens et de bons chrétiens, mais aussi et surtout des sujets productifs.
Avec les deux autres électeurs archevêques (Cologne et Trèves), Emmerich Josef s'efforce, de 1768 à 1770, de réduire l'autorité du pape sur les affaires de son diocèse. Mais c'est un échec à cause des désaccords entre les trois prélats, du soutien défaillant de l'empereur Joseph II et du  pape Clément XIII peu enclin à faire des concessions. Les idées des Lumières reçoivent leur impulsion définitive sous son règne. Il meurt d'un polype cardiaque le 11 juin 1774.
En résumé, le règne d'Emmeric-Joseph, comme celui de ses prédécesseurs, se traduit par une sécularisation de la politique, ainsi qu'une dissociation croissante de ses fonctions temporelles et spirituelles. C'est sous Emeric-Joseph, que Mayence commence à prospérer.
Du côté de ses sujets, qui traditionnellement sont encore très attachés à l'Église, mais aussi du côté du chapitre, qui se voit menacé sur ses positions, les réformes paraissent anticléricales et créent une menace pour la religion catholique. C'est pourquoi après la mort de l'archevêque Emmeric-Joseph, le chapitre porte son choix sur un successeur qui, croyait-il, ferait machine arrière. Il illustre parfaitement la dichotomie qui peut exister entre un dirigeant idéologue et un peuple aux aspirations plus conservatrices.
Il meurt le 11 juin 1774 et est enterré dans la Cathédrale Saint-Martin de Mayence, dont il a fait restaurer la tour ouest par Franz Ignaz Michael Neumann après un coup de foudre en 1767.